# Coleção de Leida

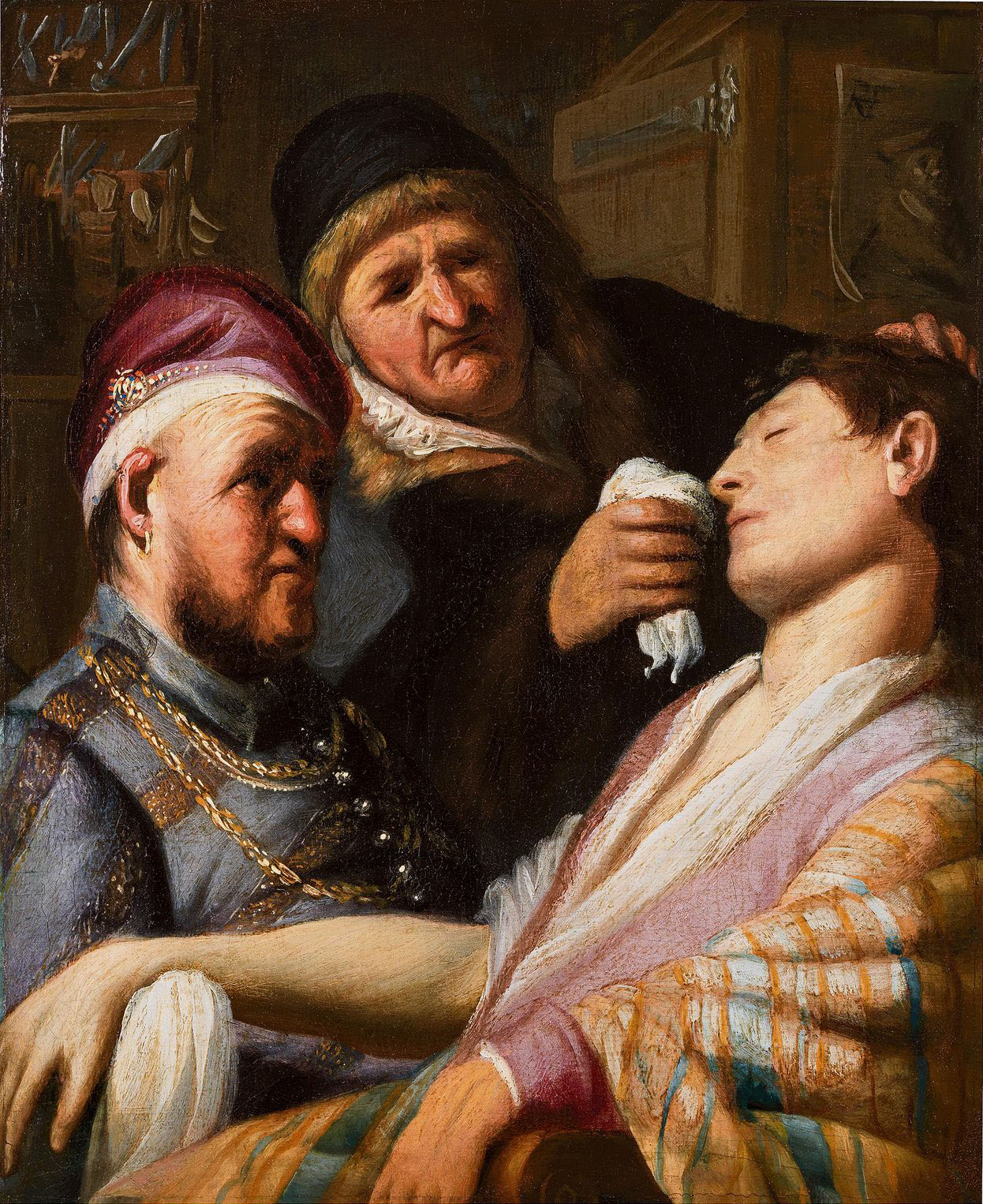
"Olfato" de Rembrandt, na Coleção de Leida

A Coleção de Leida é a coleção de artistas holandeses curada por Thomas Kaplan.

## História
A paixão de Thomas Kaplan pelos mestres holandeses começou na juventude. Kaplan e sua esposa, Dafna Recanati Kaplan,começaram a colecionar a arte da Era de Ouro holandesa em 2003. Sua coleção está entre os maiores acervos privados de arte holandesa do mundo, com mais de 250 desenhos e pinturas, a maioria dos quais está incluída online de graça no catálogo em Alta definição A intenção dos Kaplans foi estabelecer uma "biblioteca emprestada dos velhos mestres", incluindo empréstimos para exibições especiais, assim como para aumentar interesse por instalações mais longas.
A coleção foca em Rembrandt e sua escola, iluminando as personalidades e temas que geraram a Era de Ouro. Como a coleção foi desenvolvida está explicado no relato pessoal de Kaplan sobre a jornada: "Um Retrato em Óleo". No centro da coleção está um grupo de quinze pinturas e dois desenhos de Rembrandt, e membros chave de seu círculo incluindo seu professor, Pieter Lastman, e colega de estúdio Jan Lievens. Inclui cerca de 250 pinturas e desenhoss, principalmente de artistas do século XVII de Leida. Isso inclui treze quadros de todas as fases da carreira de Gerard Dou, assim como A Young Woman Seated at the Virginals (1670–1672) por Johannes Vermeer e Hagar e o Anjopor Carel Fabritius. Um catálogo das obras de Dou na coleção,com análises técnicas, apareceram em 2014. Em janeiro de 2017 um catálogo online da coleção surgiu, com informação de mais de 175 trabalhos da coleção.

## Galeria

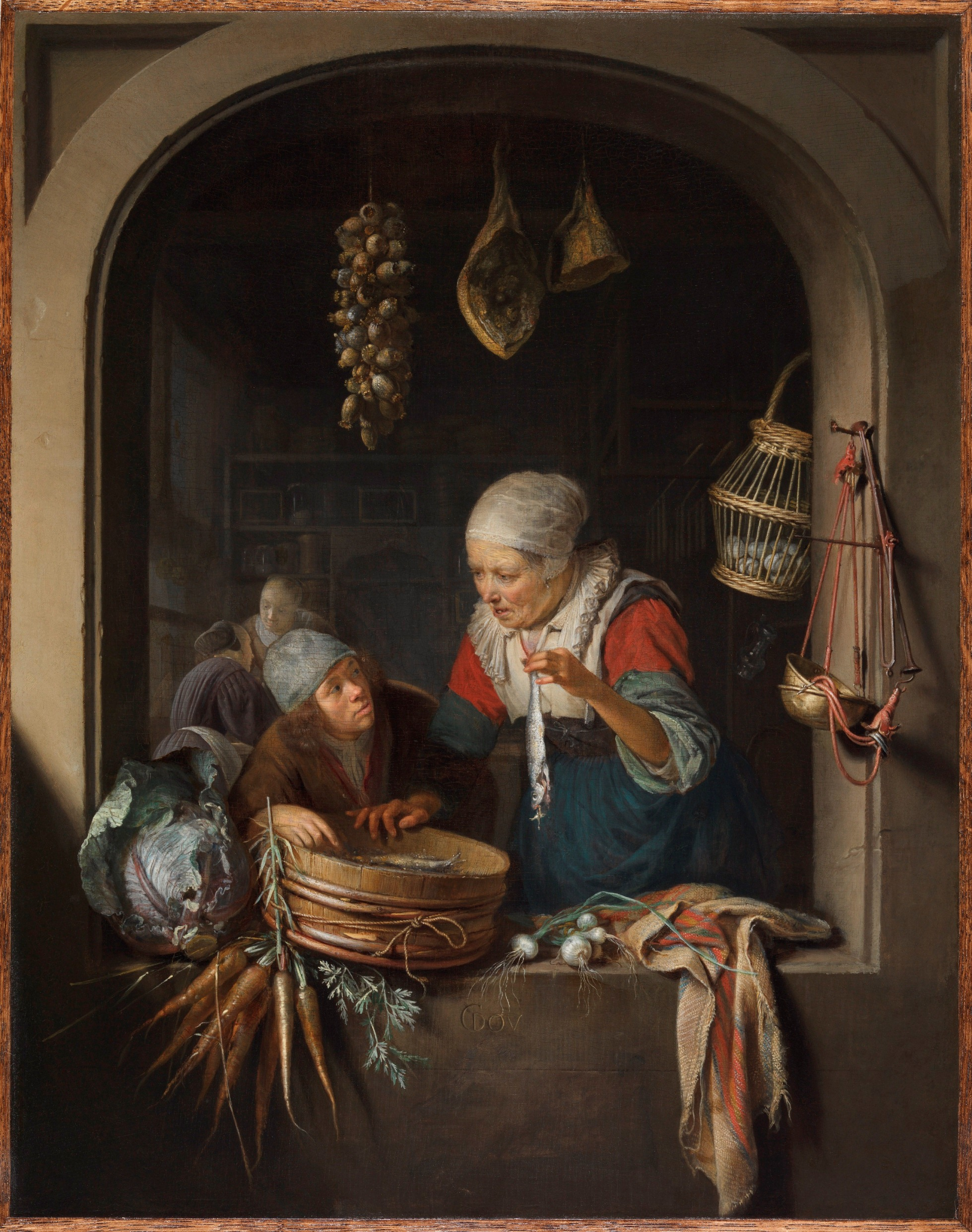
Gerrit Dou, O vendedor com um jovem
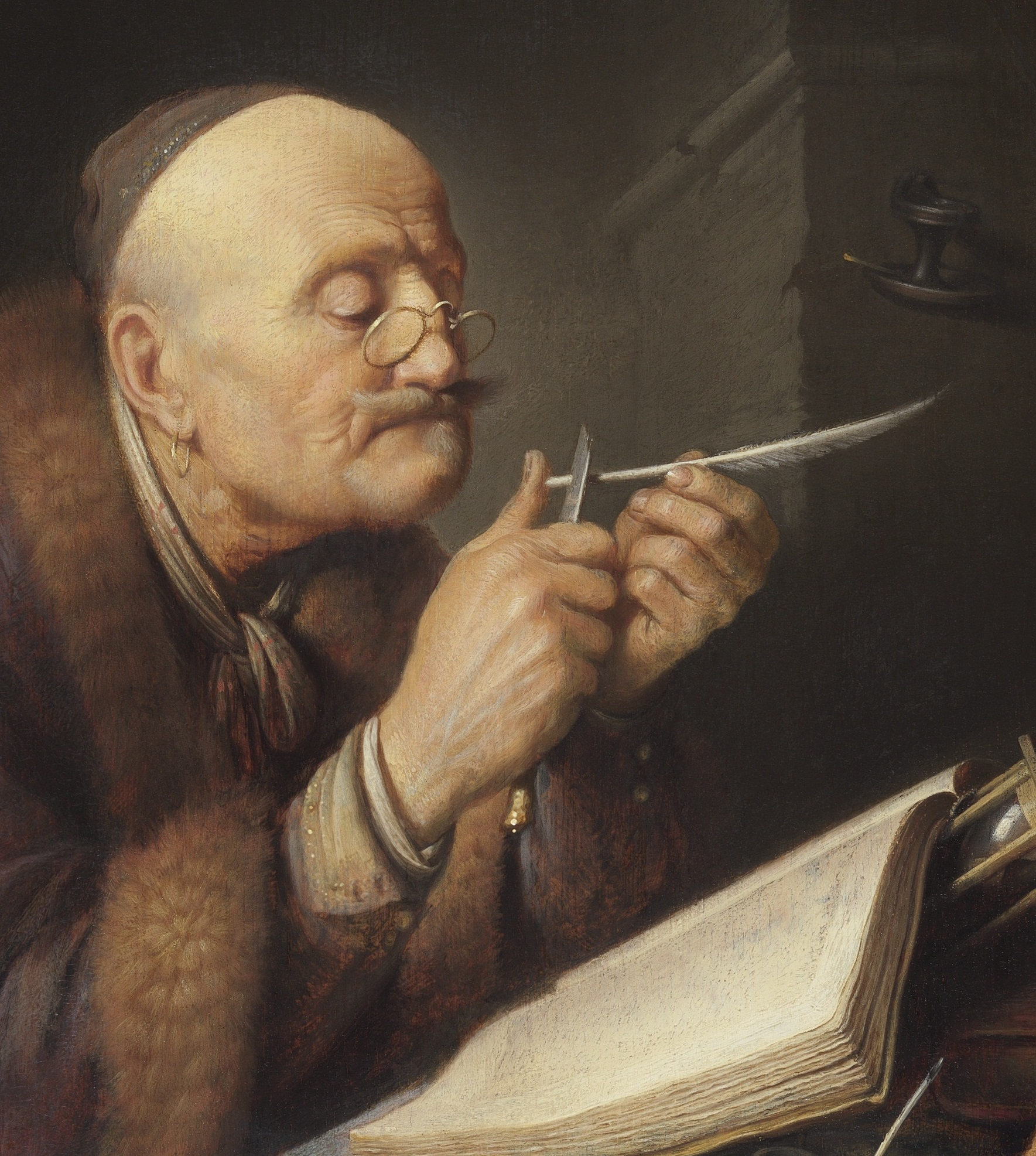
Gerrit Dou, Estudioso Cortando sua Pena
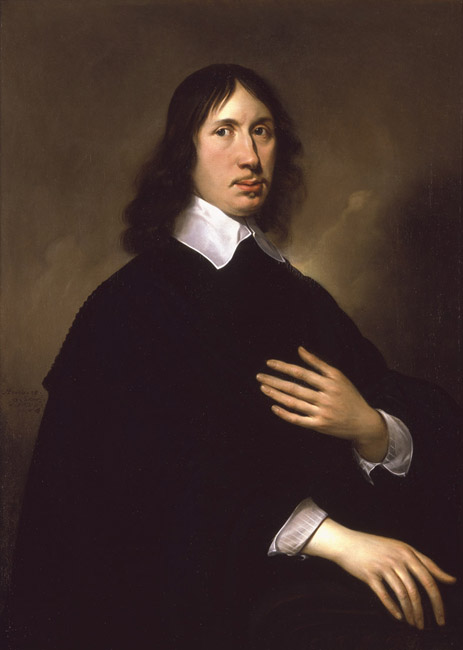
Paulus Lesire, Retrato de Willem Craeyvanger, 1651
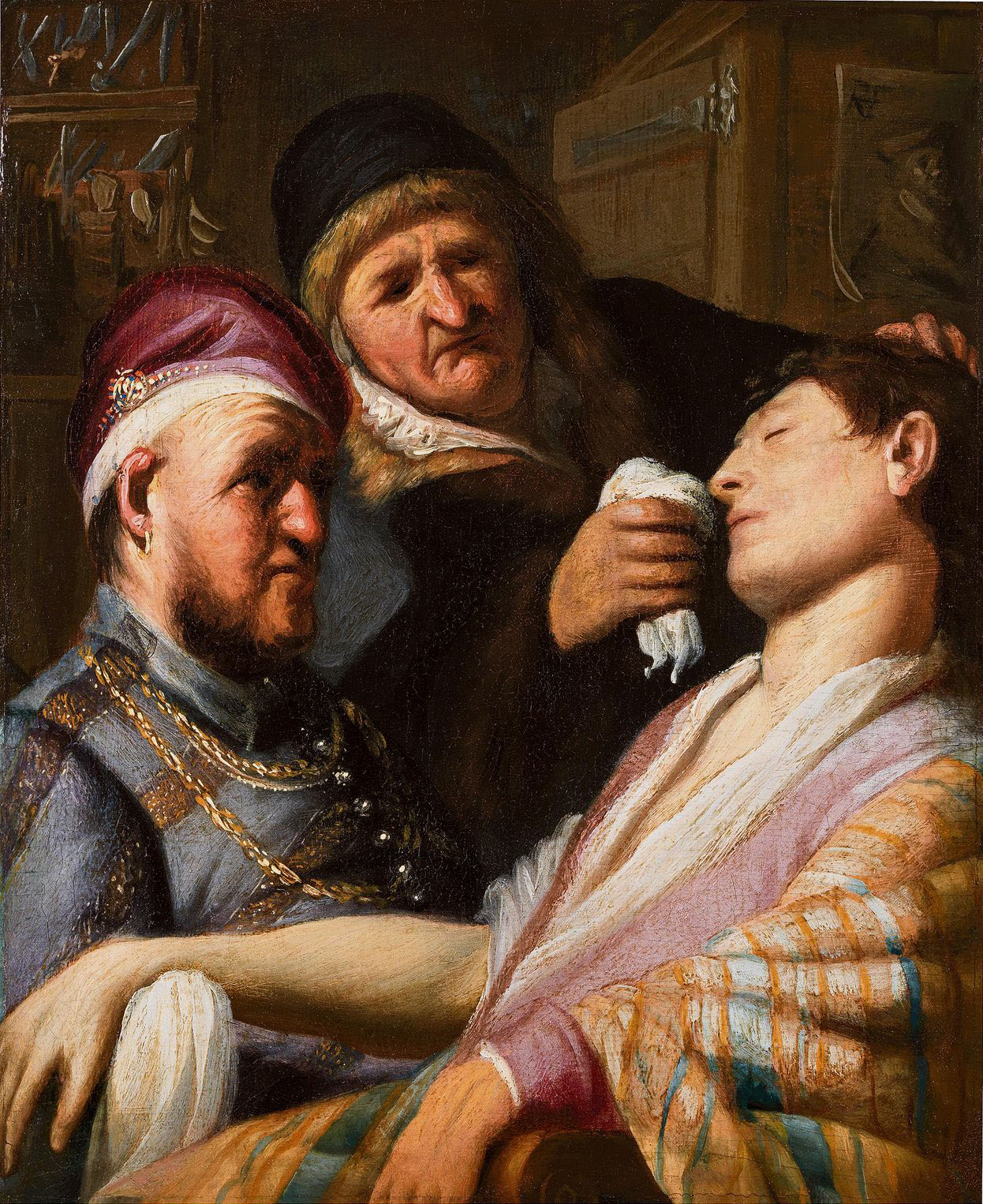
Os Sentidos por Rembrandt van Rijn (±1624), Oléo em tela
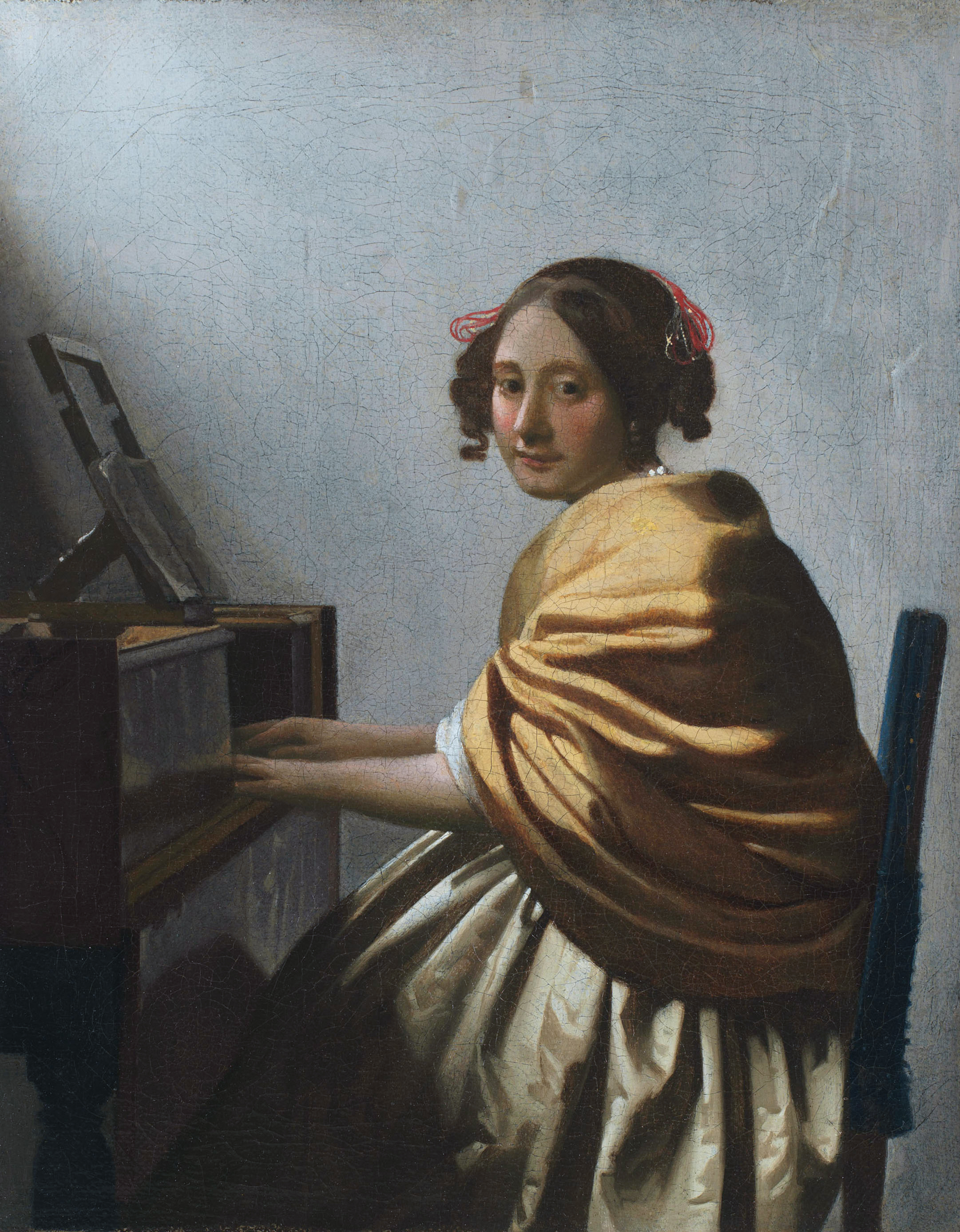
Johannes Vermeer, A Young Woman Seated at the Virginals, 1670-1672

### Os Sentidospor Rembrandt van Rijn
Em um leilão de 2015 em um europeu arrematou o Olfato por 870,000 dólares, apesar do preço pré estabelecido de 800 dólares. Esse foi identificado como um trabalho inicial de Rembrandt, datando de 1624 e pertencente à série Os Sentidos. A Coleção de Leida imediatamente adquiriu a obra por 5 milhões de dólares. A coleção já era dona de Audição e Tato, da  mesma série, antes da compra, enquanto Visão está no Museu De Lakenhal em Leida e os paradeiros de Paladar é desconhecido. Olfato possui o monograma de Rembrandt (RF ou RHF, Rembrandt Harmensz. fecit), representando a assinatura primária do pintor, e é similar em dimensões e estilo à outros trabalhos conhecidos da série. Os três trabalhos da coleção foram exibidos no Museu Getty em 2016, e a série completa com os quatro tabalhos foi reunidas para exibição nos museus Ashmolean e Rembrandthuis em 2017.

### Exibições
Exibições notáveis do passado e futuro da Coleção de Leida inclui:
- 14 fevereiro 2019 – 18 Maio 2019, Rembrandt, Vermeer and the Dutch Golden Age. Masterpieces from The Leiden Collection and the Musée du Louvre, Louvre Abu Dhabi, Abu Dhabi[19]
- 5 Setembro 2018 – 13 Janeiro 2019, The Age of Rembrandt and Vermeer: Masterpieces of The Leiden Collection, Museu Hermitage, São Petersburgo
- 28 Março 2018 – 22 Julho 2018, The Age of Rembrandt and Vermeer: Masterpieces of The Leiden Collection, Museu Pushkin, Moscou
- 23 Setembro 2017 – 25 Fevereiro 2018, Rembrandt, Vermeer and Hals in the Dutch Golden Age: Masterpieces from The Leiden Collection, Museu Long West Bund, Xangai
- 17 Junho 2017 – 3 Setembro 2017, Rembrandt and His Time: Masterpieces from The Leiden Collection, Museu Nacional da China, Pequim
- 22 Fevereiro 2017 – 22 Maio 2017, Le siècle de Rembrandt, Museu do Louvre, Paris
- 11 Março 2014 – 31 Agosto 2014, Gerrit Dou. The Leiden Collection from New York, Museu de Lakenhal, Leida[20]